# Dorothea Veit
Dorothea Friederike Veit, nacida Brendel  Mendelssohn (Berlín, 24 de octubre de 1764-Leipzig, 3 de agosto de 1839), fue una intelectual alemana hija del filósofo judío Moses Mendelssohn.
Se casó con el banquero Simon Veit, con quien tuvo cuatro hijos, entre ellos Jonas Veit y Philipp Veit, y de quien se divorció en 1799.
Conoció a Friedrich Schlegel en un salón de Henriette Herz en julio de 1797, se convirtió al protestantismo en 1804 durante su matrimonio con él. En 1808, Friedrich y Dorothea se convirtieron al catolicismo.
Tras la muerte de Friedrich en 1829, se instaló con su hijo Philipp en Fráncfort hasta su muerte en 1839.

## Obras
- Florentin, Lübeck & Leipzig 1801
- Gespräch über die neueren Romane der Französinnen
- Geschichte des Zauberers Merlin, Leipzig 1804